# Épervière (rivière)
Pour les articles homonymes, voir Épervière (homonymie).
L'Épervière est une rivière située à Valence, dans le département de la Drôme, en région Auvergne-Rhône-Alpes, et affluent gauche du Rhône.

## Description
Elle est un affluent du Rhône, de 2,6 km de longueur, elle est considérée comme étant la plus courte rivière de France[réf. nécessaire]. Elle est formée entre autres par la réunion de la plupart des canaux valentinois.
Elle prend sa source près du parc Jouvet à 120 m d'altitude et conflue en rive gauche du Rhône, à 104 m d'altitude, près du quartier de Valensolles, juste au nord du port fluvial de l'Épervière.
Malgré ses dimensions, l'Épervière abrite un écosystème développé sous la forme d'une faune et d'une flore florissantes.